# Andrzej Rymkiewicz

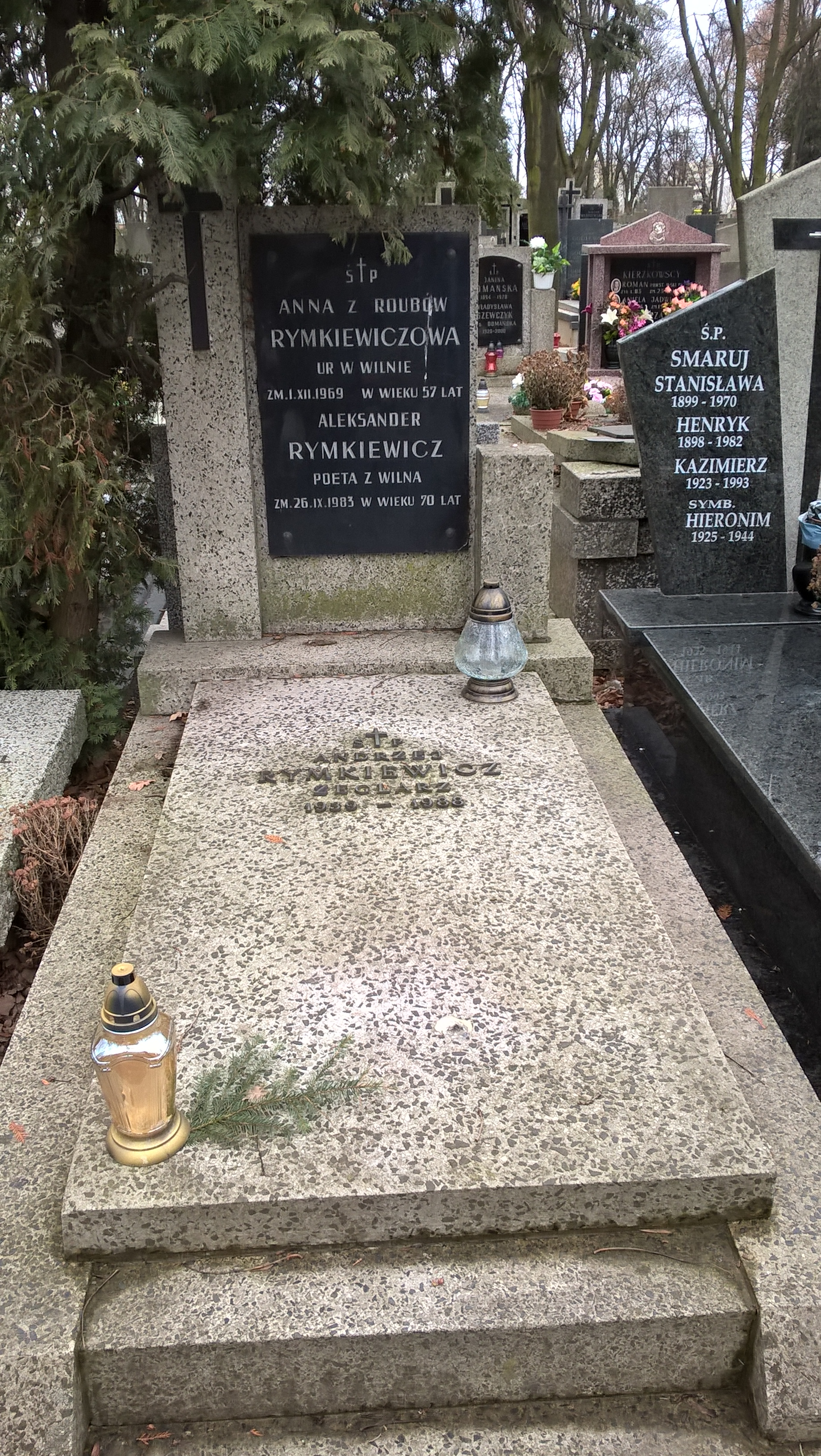
Grobowiec Anny, Aleksandra i Andrzeja Rymkiewiczów na cmentarzu Bródnowskim w Warszawie

Andrzej Rymkiewicz (ur. 1939 w Wilnie, zm. 18 lipca 1988 w Warszawie) – polski żeglarz, trener, pisarz, działacz żeglarski.

## Życiorys
Syn poety Aleksandra Rymkiewicza i Anny z Roubów. Zawodnik AZS Warszawa w 1966 zajął siódme miejsce w Mistrzostwach Europy na jeziorze Attersee w Austrii. Rok później zdobył tytuł Mistrza Polski w klasie Finn rozgrywanych w Trzebieży, w 1972 powtórzył swój sukces we Władysławowie. W lutym 1974 w zespole, w skład którego wchodzili Andrzej Szamowski, Jerzy Malicki (będący głównym specjalistą w zakresie technologii), Jacek Orliński, Cezary Krępicz i Stanisław lwiński skonstruowali pierwszą polską łódź klasy "470". Następnie był trenerem, do jego wychowanków należał m.in. Zbigniew Kania, Grzegorz Łapczyński i Jacek Sobkowiak. Wiceprezes Polskiego Związku Żeglarskiego do spraw sportu, teoretyk żeglarstwa regatowego.
Andrzej Rymkiewicz był autorem wielu poradników dotyczących budowy jachtów i techniki żeglarstwa oraz scenariuszy filmowych (Finn na trasie regatowej, Jak startować w regatach).
Pochowany na cmentarzu Bródnowskim (kw. 4H, rząd IV, grób 25).

## Dorobek literacki
- Jachty[5];
- Pierwszy hals;
- Regaty, za którą otrzymał w 1979 Nagrodę Główną im. Leonida Teligi przyznawaną przez miesięcznik "Żagle"[6];
- Strategia i taktyka regatowa;